# JavaBeans
JavaBeans — mechanizm komponentów wielokrotnego użytku dla platformy Java opracowany w latach 90. przez firmę Sun Microsystems. Pozwalają opakować wiele małych obiektów w jeden obiekt zwany ziarnem (ang. bean), przestrzegający ściśle określonych konwencji, który może być przenoszony i używany w różnych miejscach aplikacji. Każde ziarno to serializowalny obiekt z bezargumentowym konstruktorem, do którego właściwości można dostać się przy pomocy metod dostępowych.
JavaBeans nie powinny być mylone z Enterprise JavaBeans, architekturą komponentową dla aplikacji rozproszonych, która mimo pewnych podobieństw realizuje inne zadania.

## Konwencje
Klasa obiektu ziarna nie jest wyróżniona w kodzie przez żaden specjalny znacznik. Wyróżniana jest ona na podstawie tego czy przestrzega ściśle określonych konwencji, które pozwalają na manipulację ziarnem innym partiom kodu oraz zewnętrznym narzędziom do wizualnego budowania oprogramowania. W każdym ziarnie możemy wyróżnić:
- właściwości (metody i zmienne),
- zdarzenia

Dodatkowo, obiekt ziarna musi być serializowalny oraz posiadać bezargumentowy konstruktor.

### Właściwości
Właściwość to prywatne pole obiektu ziarna, do którego dostęp jest kontrolowany przez metody dostępowe. Zakładając, że pole nosi nazwę foo, obie metody muszą nosić nazwy getFoo() oraz setFoo(). Dla pól logicznych dopuszczalne jest stosowanie nazw isFoo() oraz setFoo(). Poniższy przykład demonstruje komponent z dwiema właściwościami:
```
class
 
Foo
 
implements
 
Serializable
 
{

   
private
 
int
 
bar
;

   
private
 
boolean
 
joe
;

   
public
 
Foo
()
 
{

   
}

   
public
 
int
 
getBar
()
 
{

      
return
 
this
.
bar
;

   
}

   
public
 
void
 
setBar
(
int
 
value
)
 
{

      
this
.
bar
 
=
 
value
;

   
}

   
public
 
boolean
 
isJoe
()
 
{

      
return
 
this
.
joe
;

   
}

   
public
 
void
 
setJoe
(
boolean
 
value
)
 
{

      
this
.
joe
 
=
 
value
;

   
}

}

```

Wizualne narzędzia budowy kodu udostępniane przez wiele zintegrowanych środowisk programistycznych potrafią rozpoznać właściwości i umożliwić manipulację ich wartościami przy pomocy edytora właściwości obiektu.

### Zdarzenia
Ziarno może generować różne zdarzenia, które mogą być przechwycone i obsłużone przez inne składniki aplikacji. Dzięki zdarzeniom możliwe jest nieinwazyjne wiązanie komponentów ze sobą. Zdarzenie foo tworzone jest poprzez:
1. utworzenie interfejsu zdarzenia FooListener rozszerzającego interfejs java.util.EventListener,
2. dodanie metod addFooEventListener() oraz removeFooEventListener(), które pozwalają rejestrować i usuwać procedury obsługi zdarzenia.

Specyfikacja nie precyzuje, w jaki sposób komponent emituje zdarzenie. Operacja ta może, ale nie musi być udostępniona na zewnątrz ziarna. Jeśli komponent reprezentuje kontrolkę graficznego interfejsu użytkownika, wygenerowanym zdarzeniem może być np. kliknięcie w kontrolkę. Tworząc obiekt implementujący wymieniony wyżej interfejs, możemy dodać do kontrolki własny kod obsługi kliknięcia.
```
import
 
java.util.EventListener
;

import
 
java.util.List
;

import
 
java.util.LinkedList
;

class
 
SomeControl
 
implements
 
Serializable
 
{

   
private
 
List
<
FooListener
>
 
fooListeners
;

   
public
 
SomeControl
()
 
{

      
this
.
fooListeners
 
=
 
new
 
LinkedList
<>
();

   
}

   
public
 
void
 
addFooEventListener
(
FooListener
 
listener
)
 
{

      
this
.
fooListeners
.
add
(
listener
);

   
}

   
public
 
void
 
removeFooEventListener
(
FooListener
 
listener
)
 
{

      
this
.
fooListeners
.
remove
(
listener
);

   
}

   
public
 
static
 
interface
 
FooListener
 
extends
 
EventListener
 
{

      
public
 
void
 
processFoo
();

   
}

}

```

Wizualne narzędzia budowy kodu potrafią rozpoznawać zdarzenia obsługiwane przez ziarno i udostępniać kreatory obiektów odpowiedzi.

### Metody
Wszystkie pozostałe metody obiektu ziarna są traktowane jako operacje, które programista może wykonywać na komponencie. Nie ma tutaj żadnej konwencji, ani ograniczeń co do ich formy, roli i działania.

## Dodatkowe interfejsy programistyczne
Choć ziarno można utworzyć jedynie poprzez przestrzeganie określonych konwencji nazewniczych, środowisko programistyczne udostępnia także dodatkowe, opcjonalne interfejsy oraz klasy pomocnicze. Pozwalają one na zaimplementowanie semantyki, której nie da się wyrazić poprzez odpowiednią strukturę kodu. Przykładem takiej semantyki jest zawężenie zbioru dopuszczalnych wartości dla właściwości, np. do przedziału liczb z zakresu 0-10, którego nie da się wyrazić typami prostymi. W metodzie setProperty() można dodać kod sprawdzania zakresu, który ma prawo rzucić wyjątek PropertyVetoException blokujący zmianę właściwości, jeśli argument będzie mniejszy od 0 lub większy niż 10. Zmianę określonych właściwości można też blokować wybranym procedurom obsługi zdarzeń.
Innym kierunkiem rozszerzania ziaren jest wykorzystanie interfejsów takich, jak PropertyEditor, które mogą być wykorzystane przez wizualne narzędzia budowy kodu do pobierania dodatkowych informacji o komponencie. Przykładowo, wymieniony w poprzednim zdaniu interfejs pozwala na zmianę sposobu prezentacji i obsługi właściwości w edytorze właściwości. Jeśli dana właściwość przyjmuje zakres wartości z określonego podzbioru, zamiast pola tekstowego, wygodniej byłoby wybierać jej wartość z listy.

## Zastosowanie
Głównym obszarem zastosowań komponentów JavaBeans są biblioteki tworzenia graficznego interfejsu użytkownika. Ziarnami JavaBeans są wszystkie kontrolki GUI w pakietach AWT, Swing oraz SWT.